# Роман (Золотов)
Епи́скоп Рома́н (в миру Серге́й Петро́вич Зо́лотов; 8 июля 1900, Гулькевичи — 1 сентября 1995, Бюсси-ан-От) — епископ Константинопольской православной церкви, епископ Керамонский (1971—1995), викарий Архиепископии западноевропейских приходов русской традиции. Общественный деятель.

## Биография
Родился 8 июля 1900 года в селе Гулькевичи, в Кубанской области в семье священника. В 1919 году окончил гимназию в Анапе. Участник Гражданской войны в рядах Добровольческой армии на Юге России. В 1922 году эвакуировался в Бизерту. Работал на свинцовых рудниках в Тунисе. Позднее переселился во Францию, где работал на металлургическом заводе в Лилле.
Получив стипендию, в 1925 году окончил Национальный институт сельского хозяйства в Монпелье (департамент Эро). Работал инженером-агрономом во Французском Судане.
С 1933 года жил в Гренобле.
22 апреля 1938 года овдовел, потеряв жену и двух малолетних дочерей. 5 мая 1940 года митрополитом Евлогием (Георгиевским) в Александро-Невском соборе в Париже был хиротонисан во диакона, а 6 апреля 1941 года — во пресвитера.
С 1938 по 1942 году обучался в Свято-Сергиевском православном богословском институте в Париже. 18 июля 1942 года был пострижен в монашество с именем Роман.
В 1943—1944 годы — законоучитель и настоятель церкви при детском приюте в Верьере-ле-Бюиссон (под Парижем).
В годы Второй мировой войны совместно с Таисией Спасской и священником Александром Чеканом организовал летний отдых для детей беженцев в замке Кларак близ По (деп. Верхние Пиренеи).
Участвовал в работе Русского студенческого христианского движения.
В 1944—1955 годы — настоятель Покровской церкви в Париже. 7 января 1948 года был возведён в достоинство игумена, а 7 января 1952 года — архимандрита.
В 1955—1957 годы — настоятель Знаменской церкви в Париже.
В 1951—1963 годы служил тюремным священником Парижского округа.
С 1948 года — духовный наставник Национальной организации русских скаутов-разведчиков (НОРСР). Служил священником в лагерях скаутов в 1940—1950-е годы.
Член правления Содружества помощи русским туберкулезным имени митрополита Евлогия (Георгиевского), исполнял обязанности казначея.
С 1953 года — председатель Содружества паломников, участник многочисленных паломничеств на Святую Землю.
В 1956—1966 годы — член Епархиального совета Западно-Европейского экзархата, с 1963 по 1966 — его председатель.
В 1960—1963 годы — благочинный приходов Парижа и его окрестностей.
С 1955 по 1963 год служил вторым священником в Александро-Невском соборе в Париже. Принимал активное участие в деятельности приходской школы при соборе.
Участник Религиозно-педагогического совещания в Париже.
С 1963 по 1991 год — настоятель Николаевского собора в Ницце и приписанных к нему других церквей на юге Франции. Обслуживал также Воскресенский приход в Гренобле.
10 октября 1971 года архиепископом Георгием (Тарасовым) в Никольском соборе города Ниццы хиротонисан во епископа Керамонского, викария Архиепископии западноевропейских приходов русской традиции.
В 1974 году после кончины епископа Мефодия (Кульмана) был назначен председателем епархиального Палестинского комитета. Организовывал ежегодный паломничества на Святую Землю. В 1990 году освобожден от должности.
В 1991 году вышел на покой, после чего проживал при Покровском женском монастыре в Бюсси-ан-От.
С 1992 года — почётный председатель Епархиального Палестинского комитета.
Скончался 1 сентября 1995 года в Бюсси-ан-От и похоронен в крипте Успенской церкви на кладбище Сент-Женевьев-де-Буа.